# Рипчанский, Александр Михайлович
Алекса́ндр Миха́йлович Рипча́нский (род. 26 августа 1988, Ромны, Украина) — певец, композитор, актер мюзиклов, педагог по вокалу. Победитель международных и всероссийских конкурсов. Участник теле-шоу «Хочу к Меладзе». Участник отборочных этапов телепроектов «Голос», «Голос Украины», «Х-фактор», «Главная сцена». Диапазон голоса: 4 октавы. Исполняет песни на 10 языках.

## Биография
Александр Рипчанский родился 26 августа 1988 года в городе Ромны (Сумская область, Украина).
Отец — Рипчанский Михаил Николаевич, разнорабочий.
Мать — Рипчанская Светлана Дмитриевна, учитель музыки.
В детстве Саша не был увлечен музыкой, любовь к которой старалась привить ему мама, обучая азам пения и игры на музыкальных инструментах. Он окончил музыкальную школу по классу баяна с отличием. Но в мечтах у Саши была карьера футболиста, которой не суждено было сложиться. После школы он поступил в Роменское высшее профессиональное училище (ВПУ-14) на строительный факультет.
Первый успех пришёл к Александру в 2005 году, когда он, неожиданно даже для самого себя, без подготовки к Конкурсу талантов училища, занял на нём первое место, спев песню «Детство» Ю. Шатунова. Это событие возродило у Александра интерес к музыке. В 18 лет он написал первую песню — «Мелодия любви» и, исполнив её, выиграл Конкурс авторской песни.
Учась на II курсе училища, начал заниматься в Центре внешкольной работы г. Ромны, где впервые получил профессиональные уроки вокала у Валерия Янголя. Александр так же с благодарностью вспоминает полезные советы лирико-драматического тенора Михаила Богданова, который сыграл очень важную роль в его жизни и вывел на серьёзный уровень вокального искусства.
2 года (2006—2007 гг.) летом Александр работал в п. Кирилловка на Азовском море. Делал все: был и разнорабочим, и помощником повара, и диджеем. Потом начал потихоньку петь в ресторанах, получать опыт как артист. Ресторанная школа дала большой толчок в этом.
В 2008 году Александр переехал в Киев. Работая на нескольких работах, копил деньги на музыкальную аппаратуру. Значительную часть необходимой суммы дал отец, заставив сына взять все средства, которые копил долгое время на простенькую машину Жигули, сказав: «Тебе, сын, эти деньги сейчас нужнее». Александр, привыкший с 14-ти лет работать и зарабатывать самостоятельно, с большим трепетом вспоминает тот поступок отца.
Александр начал самостоятельно усердно изучать специальную литературу и оттачивать технику пения на базе итальянской школы Бельканто и школы Сета Риггса. В результате чего разработал собственную методику обучения вокалу, эффективность которой подтверждает в настоящее время на практике, в том числе выступая в качестве преподавателя, проводя мастер-классы по городам России и в других странах.
В 2010 году переехал в Санкт-Петербург и поступил в Санкт-Петербургский Государственный Университет Культуры и Искусства (СПбГУКИ) на факультет «Музыкальное искусство эстрады» (специальность: эстрадно-джазовое пение). Педагог по вокалу, Татьяна Ручинская, дала бесценные знания, которые и раскрыли Александра как артиста разных жанров и разных стилей. Татьяна Ивановна сделала его универсальным исполнителем.
12 июня 2011 года Александр стал лауреатом I премии Всероссийского музыкального фестиваля-конкурса военной и патриотической песни «Мы за Великую Державу», исполнив песню собственного сочинения «Великая страна».
В 2013 году — Лауреат II степени в номинации «Эстрадная песня» фестиваля авторской песни «Расширяя границы».
23 мая 2014 года Александр выпустил свой дебютный альбом «Грани любви».
Летом 2014 года принял участие в популярном телевизионном шоу «Хочу к Меладзе».
В 2015 году получил диплом лауреата I степени в Международном конкурсе-фестивале «Преображение» «Рождество в Санкт-Петербурге» в категории «Эстрадный вокал».
В настоящее время Александр выступает на концертах по разным городам и странам,, дает мастер-классы по вокалу, сотрудничает со многими композиторами, музыкантами, артистами, работает над выпуском 2-го альбома и 2-х новых клипов.

## Творчество

### Дискография
- 2014 — «Грани любви»

Список композиций 
| №   | Название                                | Длительность |
| --- | --------------------------------------- | ------------ |
| 1.  | «Летать»                                | 4:07         |
| 2.  | «Мелодия любви (feat Mr.Nuts - Sax)»    | 4:00         |
| 3.  | «Нет, нет, нет»                         | 4:05         |
| 4.  | «Crazydetka (feat Mr.Nuts - Sax)»       | 4:17         |
| 5.  | «Просто поцелуй»                        | 3:56         |
| 6.  | «Принцесса лета»                        | 2:49         |
| 7.  | «Я буду»                                | 4:31         |
| 8.  | «Так не бывает (feat ElenaDanik - Sax)» | 2:54         |
| 9.  | «Загадка ночь»                          | 5:35         |
| 10. | «Как ты»                                | 3:11         |
| 11. | «Слезы любви»                           | 4:26         |
| 12. | «Я рисую»                               | 4:27         |
| 13. | «Бросай»                                | 3:22         |

### Синглы
- 2015 — «Пересечение»
- 2016 — «Пересечение» (Remix feat Dj Andy Light & Dj O'Neill Sax Official Radio Edit)
- 2016 — «Я просто выдумал тебя» (feat Витольд Петровский и Георгий Абозин)
- 2016 — «Она»
- 2016 — «Летать»
- 2017 — «Пой»
- 2018 — «Сильные»
- 2018 — «Мы едем на футбол»
- 2018 — «Ты та самая»

### Клипы
| Год  | Клип                | Режиссёр         |
| ---- | ------------------- | ---------------- |
| 2015 | «Crazydetka»        | А. Рипчанский    |
| 2015 | «Новогодняя сказка» | К. Красильникова |
| 2016 | «Пересечение»       | М. Жемчужина     |
| 2018 | «Мы едем на футбол» | С. Константинов  |
| 2018 | «Сильные»           | А. Талыбов       |